# 士嘉堡交加區
士嘉堡交加區，市政上稱為堅尼地公園（Kennedy Park），是加拿大安大略省多倫多士嘉堡的一個小社區。它以貝治芒道（Birchmount Road）、冰梨道（Brimley Road）、艾靈頓路（Eglinton Avenue）及聖卡拉路（St. Clair Avenue）為邊界。士嘉堡交加區的人口約為20,000。人口包括1/4的歐裔、2/4的亞裔（南亞裔及東亞裔）及1/4的其他族裔（黑人、拉丁裔等）。

## 歷史

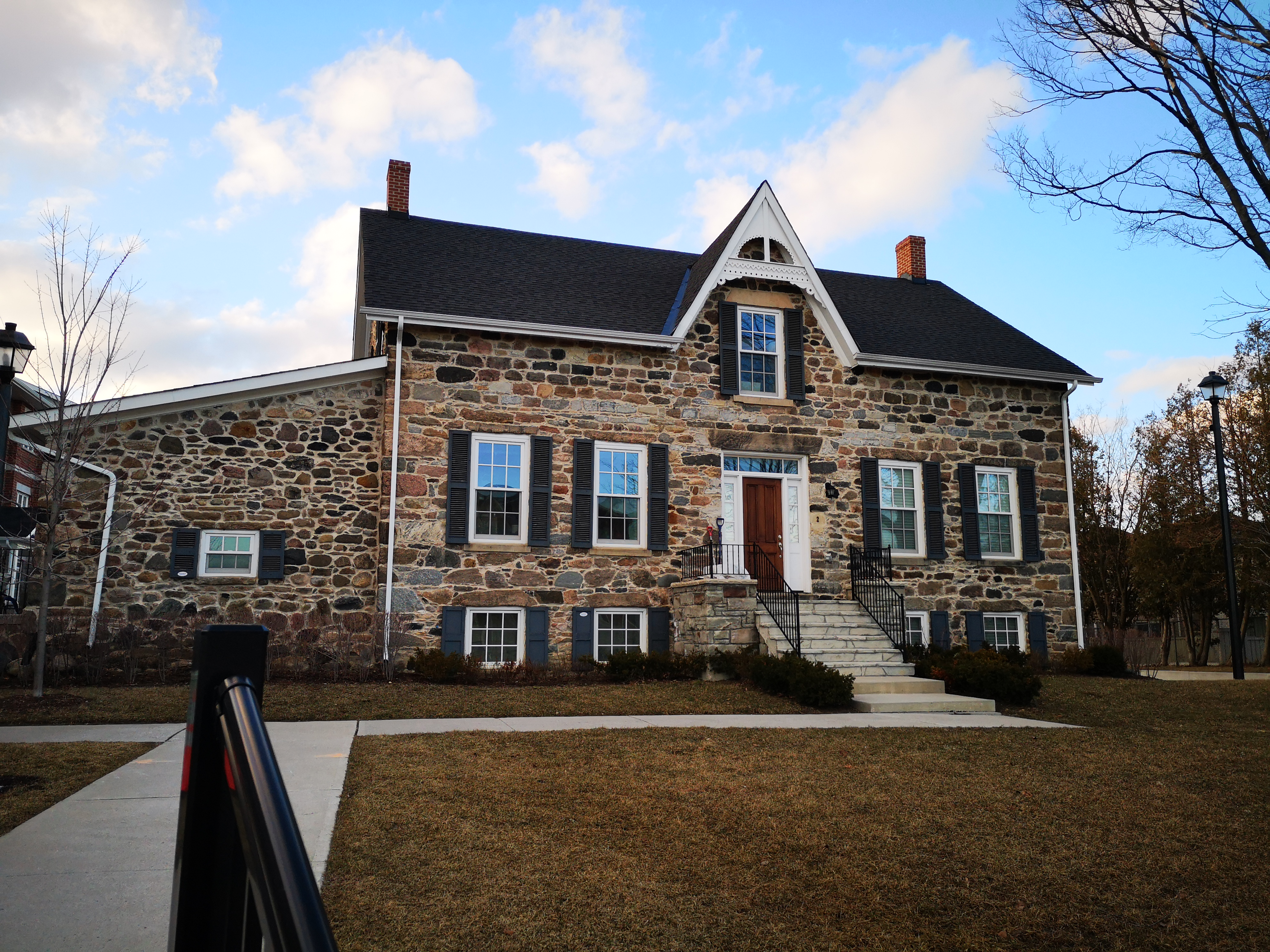
Thornbeck-Bell House建於1840年，是士嘉堡交加區早期住宅的典範。

該地區的第一個早期歐洲移民定居點是1863年在維多利亞公園路（Victoria Park Avenue）夾聖卡拉路（St. Clair Avenue）處建立的Strangford鎮。另一個名為Mortlake的小鎮建於1865年。該鎮的主要建築中途之家酒店（Halfway House Hotel）保留了下來，現今位處黑溪先鋒村（Black Creek Pioneer Village），它於1962年搬遷。當該地區成為兩條主要鐵路的交加點時，小型農業社區發生了變化。大幹線鐵路（Grand Trunk Railway）於1856年鋪設，穿過該地區，多倫多及尼皮辛鐵路於1873年鋪設。該地區的業務由農業轉變為支持旅客及維護鐵路。Strangford和Mortlake這兩個城鎮合併為士嘉堡交加區。到1896年，士嘉堡交加區成為士嘉堡鎮所有村莊中人口最多的一個。
二戰後，士嘉堡交加區成為士嘉堡首批轉變為現代郊區的地區之一。它的主要公路及鐵路線便於前往城市，為這個地區帶來了「士嘉堡交加區」（Scarborough Junction）的稱號。它實際上是以兩條早期鐵路的交加處命名的：大幹線及多倫多-尼皮辛。

## 教育

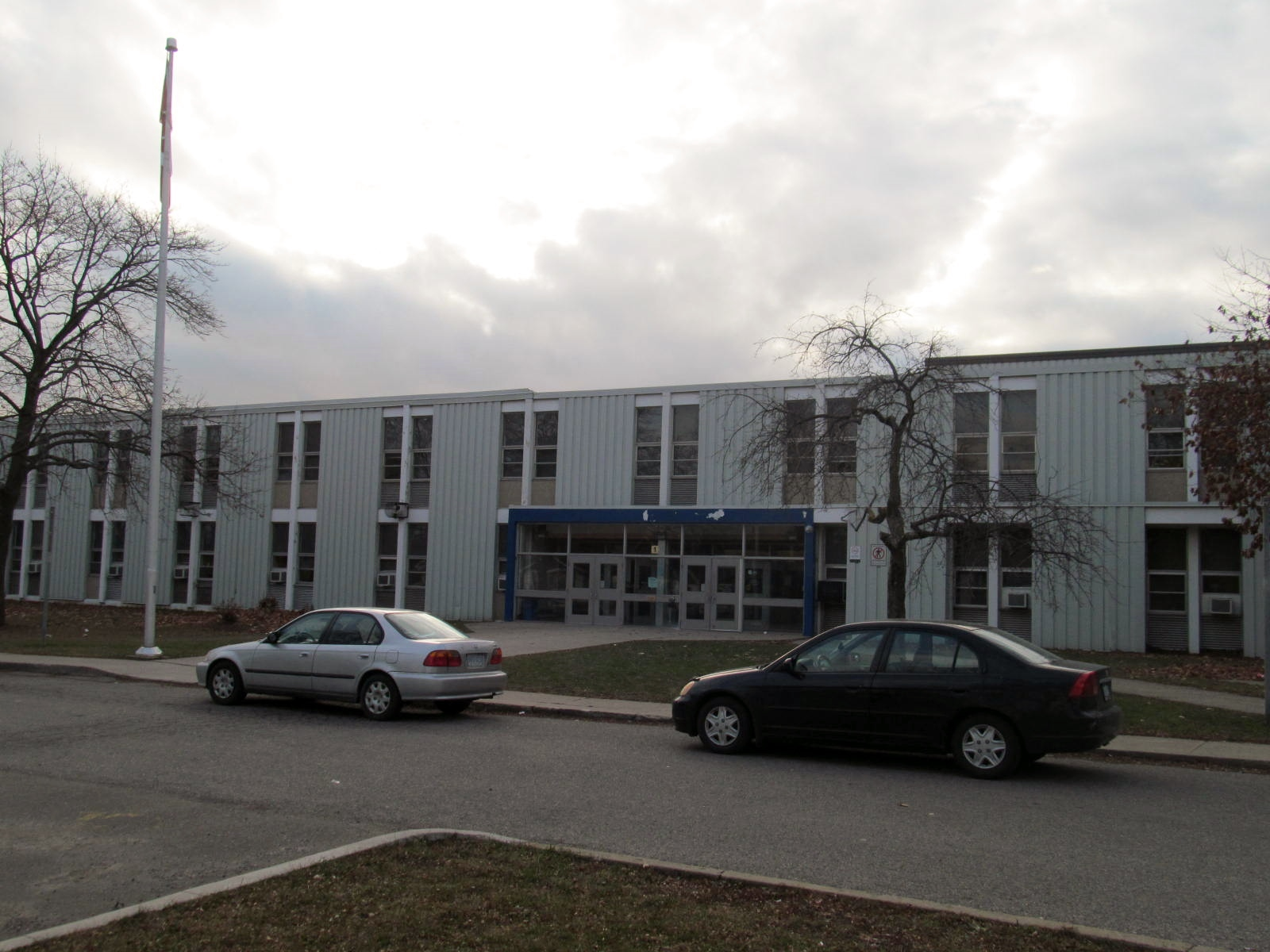
士嘉堡替代學習中心（Scarborough Centre for Alternative Studies）是一所位於社區的公立替代及成人學校。

兩個公校教育局在士嘉堡交加區經營學校，分別是多倫多天主教教育局（TCDSB）及多倫多公校教育局（TDSB）。
TCDSB及TDSB都在社區運營公立小學。TCDSB運營兩所小學，即聖若亞敬天主教學校（St. Joachim Catholic School）及聖瑪利亞·葛萊蒂天主教學校（St. Maria Goretti Catholic School）。聖瑪利亞·葛萊蒂天主教學校是多倫多最大的天主教小學。它於1955年開業，以瑪利亞·葛萊蒂（Maria Goretti）的名字命名。它擁有一個帶舞台的雙體育館、每間教室的閉路電視、一部升降機及一個名為「方舟」（Ark）的集會區，可容納多達300人的聚會。

TDSB在社區開設有數所小學，包括：
- 護衛艦初級公立學校（Corvette Junior Public School）
- 丹佛花園公立學校（Danforth Gardens Public School）
- 布洛克將軍公立學校（General Brock Public School）
- J. G. Workman Public School
- Norman Cook Junior Public School
- Robert Service Senior Public School
- Walter Perry Junior Public School

TDSB是公校教育局，在士嘉堡交加區運營一所中學，即士嘉堡替代學習中心（Scarborough Centre for Alternative Studies）。該機構作為替代及成人學校運作。該機構前身為美蘭路書院（Midland Avenue Collegiate Institute），一所TDSB中學，採用現代主義設計，如圓形飯堂。該中學於1962年至2000年運營。
TCDSB在該地區沒有開設中學，居住在士嘉堡交加區的TCDSB中學生，可前往鄰近社區的機構就讀。法語公校局維亞蒙德公校局（Conseil scolaire Viamonde）及天主教法語公校局Conseil scolaire catholique MonAvenir也為士嘉堡交加區的居民提供教育，儘管它們不在社區運營學校，CSCM/CSV的學生可前往多倫多的其他社區就讀。

## 延伸閱讀
- . City of Toronto.   [2007-12-27]. （原始内容存档于2013-09-11）.